# Martin Uzoukwu
Martin Igwe Uzoukwu (ur. 9 września 1950 w Ozubulu) – nigeryjski duchowny rzymskokatolicki, od 1996 biskup Minna.